# Étaves-et-Bocquiaux

Étaves-et-Bocquiaux este o comună în departamentul Aisne din nordul Franței. În 1 ianuarie 2022 avea o populație de 546 de locuitori.